# Proasellus cavaticus
Proasellus cavaticus är en kräftdjursart som först beskrevs av Franz von Leydig 1871.  Proasellus cavaticus ingår i släktet Proasellus och familjen sötvattensgråsuggor. Inga underarter finns listade i Catalogue of Life.